# Muntanya del Pal
El Puig de l'Àliga més conegut com lo Putxet és un turó del terme de Castellvell del Camp. Al cim hi ha un pal de la línia telefònica que acompanya les torres d'alta tensió, i per això la gent de reus el coneix com la muntanya del Pal.
Té una altitud de 302 metres és la primeres elevació on mor laplana del Camp de Tarragona, i un punt conegut a la rodalia. A llevant desguassa cap a la riera del Roquís i a ponent cap a la riera de la Viladeta. Al primer esment escrit Alaliga data del cadastre de 1390.
El 1924, s'hi van trobar una gran quantitat de peces paleolítiques i romanes al puig, que era probablement un dels primer assentiments humans del futur poble de Castelvell.
Avui està declarat zona de protecció urbanística però alguns xalets ja estan construïts a part de la muntanya. Mirant a mar hi ha una cova on, a la vora, es van trobar objectes paleolítics, però que no sembla haver estat ben explorada. La cova ara és petita i serveix d'aixopluc als excursionistes o de distracció als caminants. La cova pertanyia a dos germans del poble coneguts com «els Melintxons» però quan van morir els terrenys van passar a altres mans i avui estan incloses en la part de terreny a cedir a l'Ajuntament per la construcció d'una urbanització.
Sembla que el nom prové d'una estaca o pal clavat al cim. Avui el que més es veu són les torres d'alta tensió que passen a la dreta de la muntanya mirant-la des del mar, i baixant cap a Reus.
Pel darrere de la muntanya discorre el Camí de Prades, i pel davant i a l'esquerra els vials de la Urbanització dels Pugets.